# كوبي وبارتالي 2016
كوبي وبارتالي 2016 (بالإيطالية: Settimana Internazionale di Coppi e Bartali 2016 )‏ هو سباق دراجات هوائية، وهو الموسم رقم 31 من نفس السباق، وأقيم خلال الفترة 24 مارس 2016، وحتى 27 مارس 2016، وامتدّ لمسافة 579.2 كيلومتر، وهو أحد سباقات طواف أوروبا للدراجات 2016، وهو من نوع سباق المرحلة، وقد شارك في السباق 195 متسابقاً ووصل إلى نهايته 122 متسابقاً.
فاز فيه بالمركز الأول Sergey Firsanov ‏، وبالمركز الثاني ماورو فينيتو، وبالمركز الثالث جياني موسكون، والفريق الفائز في ترتيب الفرق سكاي 2016.

## الفرق
| فريق عالمي- Sky فرق قارية محترفة (6)- أندروني جوكاتولي-سيدرمك 2016 ‏ - Bardiani CSF - غازبروم روسفيلو ‏ - نيبو-فيني فانتيني-يوربا أوفيني ‏ - ويلير تريستينا-سيل إيطاليا ‏ - سبورت فلاندرين بالويس 2016 ‏ فرق قارية (17)- أدريا موبيل 2016 ‏ - أموري وفيتا - برودير ‏ - 0711 Cycling ‏ - Cycling Academy - D'Amico–UM Tools ‏ - Q36.5 Continental Team ‏ - GM Europa Ovini ‏ - Kolss Cycling Team ‏ - Kamen Pazin ‏ - MG.K vis Colors for Peace ‏ - Rally Cycling - Skydive Dubai–Al Ahli Pro Cycling Team ‏ - Synergy Baku Cycling Project ‏ - فريق تيرول كيه تي إم للدراجات ‏ - Team Waoo ‏ - Trevigiani Phonix–Hemus 1896 ‏ - Team Wiggins Le Col ‏ فريق وطني- فريق إيطاليا لركوب الدراجات للرجال 2016 ‏ |  |
| |  |

## المراحل
| قائمة المراحل | قائمة المراحل | قائمة المراحل                           | قائمة المراحل               | قائمة المراحل | قائمة المراحل    | قائمة المراحل    |
| المرحلة       | التاريخ       | الدورة                                  |                             | المسافة (كم)  | الفائز بالمرحلة  | القائد العام     |
| ------------- | ------------- | --------------------------------------- | --------------------------- | ------------- | ---------------- | ---------------- |
| 1a            | 24 مارس       | جاتيو – جاتيو                           | مرحلة جبلية                 | 95.9          | مانويل بيليتي    | مانويل بيليتي    |
| 1b            | 24 مارس       | Gatteo a Mare ‏ – جاتيو                  | سباق الطريق ضد الساعة للفرق | 13.3          | Gazprom-RusVelo  | Artur Ershov ‏    |
| 2             | 25 مارس       | ريتشوني – سوليانو أل روبيكوني           | مرحلة جبلية متوسطة          | 146.6         | Sergey Firsanov ‏ | Sergey Firsanov ‏ |
| 3             | 26 مارس       | كالديرارا دي رينو – كريفالكوري          | مرحلة مستوية                | 159.8         | ياكوب ماريكزكو   | Sergey Firsanov ‏ |
| 4             | 27 مارس       | بافولو نل فرينيانو – بافولو نل فرينيانو | مرحلة جبلية متوسطة          | 163.6         | Stefano Pirazzi ‏ | Sergey Firsanov ‏ |

## الفائزون
| الترتيب    | الفائز           |
| ---------- | ---------------- |
| الفائز     | Sergey Firsanov ‏ |
| الثاني     | ماورو فينيتو     |
| الثالث     | جياني موسكون     |
| حسب النقاط | ماورو فينيتو     |
| تسلق الجبل | Sergey Firsanov ‏ |
| أفضل شاب   | إيغان بيرنال     |
| الفريق     | سكاي             |

## وصلات خارجية
- الموقع الرسمي
- كوبي وبارتالي 2016 على موقع إحصائيات الدراجات الإحترافية (الإنجليزية)